# Crusader Kings III
Crusader Kings III es un videojuego de gran estrategia ambientado en la Edad Media, desarrollado por Paradox Development Studio y publicado por Paradox Interactive como secuela de Crusader Kings (2004) y Crusader Kings II (2012). El juego fue el primer anunciado durante la PDXCon 2019 en octubre de 2019. Fue lanzado el 1 de septiembre de 2020 tanto para PC como para Xbox Series X/S y el 29 de marzo de 2022 para Playstation 5.

## Juego
El juego, tal como sus predecesores Crusader Kings y Crusader Kings II, es un juego de gran estrategia y un simulador de dinastías ambientado en la Edad Media, entre la era vikinga y la caída de Constantinopla. A diferencia de su predecesor, a fecha de la publicación, sólo tiene dos fechas de inicio: 867 y 1066. Las dinastías pueden formar ramas cadete que tienen sus propios jefes y actúan independientemente de la dinastía padre. Los jefes de dinastía serán capaces de hacer acciones para retomar el control sobre la nueva dinastía. Por ejemplo, los jefes de dinastía son los encargados de legitimar a los hijos bastardos.
Los personajes tienen cuerpos completos, renderizados en 3D, en vez de retratos en 2D como en Crusader Kings II, y, al igual que en éste, tienen rasgos que afectan a sus estadísticas y su comportamiento. Tomar decisiones que vayan en contra de los rasgos de un personaje aumentará su nivel de estrés. El sistema de genética del juego permite a los personajes pasarle algunos de sus rasgos a sus hijos. Los personajes son capaces de asustar a sus vasallos para permanecer leales con su pavor, el cual aumenta cuándo el personaje comete acciones malévolas, como ejecutar o torturar a otros personajes. Los jugadores son capaces de seleccionar uno de los cinco estilos de vida disponibles. Cada estilo de vida tiene tres árboles de habilidad que permiten a los personajes escoger sus habilidades según su estilo de vida.
Todas las religiones y casi todos los tipos de gobierno son jugables. Las Repúblicas mercantes y las teocracias no podrán jugarse en el lanzamiento. La mayoría de los líderes en el juego pertenecen a los sistemas feudal, tribal, u otros tipos de gobierno de tipo clan. Los nómadas se representan como tribales en vez de tener su tipo de gobierno propio. Las religiones tienen principios, los cuales son bonificaciones  que se le dan a todos los practicantes de aquella fe, y doctrinas, las cuales tratan de la postura de la fe hacia asuntos como la homosexualidad y el clero dentro del sexo femenino. Los jugadores son capaces de desarrollar sus propias herejías, con las distintas doctrinas siendo elegidas por el jugador. Cuanto más se desvíe una herejía de su fe original, más piedad costara crearla.
El mapa es cuatro veces más grande que la anterior entrega. Las posesiones se ven directamente en el mapa, por lo que los ejército necesitan moverse alrededor del mapa para asediar cada subcondado, lo cual es un cambio con respecto a previas entregas. El número mediano de los territorios por condado es aproximadamente tres. Algunos de estos territorios empezarán no desarrollados (aunque todavía tendrán un "dueño") y puede construirse en ellos tardíamente.
Las levas se representan principalmente por infantería campesina de baja calidad. Los diversos personajes necesitan contratar tropas profesionales para tener soldados de calidad alta, como arqueros y caballería. Los jugadores podrán convertir a otros personajes de sus reinos con un alto puntaje en caballeros, los cuales son extremadamente potentes; 20 caballeros equivalen aproximadamente a 200 levas campesinas.

## Desarrollo
El Director de juego Henrik Fåhraeus comentó que el desarrollo del juego comenzó "aproximadamente 1 año antes del de Imperator", lo que indicaría que se comenzó a desarrollar en 2015. Describió el motor de juego de Crusader Kings II como "agujereado y sostenido junto con cinta", también declaró que el nuevo juego presentaría un motor actualizado (es decir Clausewitz Motor más herramientas Jomini) con más potencia para ejecutar características nuevas.
Como es el caso con mucho de los trabajos no finalizados de Paradox, se lanzó un diario de desarrollo semanal. Cada uno enfocándose en distintos aspectos del juego.  Esto era acompañado por un video en su canal de YouTube en donde se hacía un resumen del diario.

### Expansiones
| Nombre                       | Parche             | Tipo            | Fecha de lanzamiento | Descripción |
| ---------------------------- | ------------------ | --------------- | -------------------- | --- |
| Fashion of the Abbasid Court | 1.0                | Pack cosmético  | 1/9/2020             | Contiene un set de trajes y cosméticos adicional para el medio oriente y el norte de África. Disponible únicamente a través del pase de expansión. |
| Northern Lords               | 1.3 "corvus"       | Flavor pack     | 16/3/2021            | Nothern Lords añade contenido adicional para la era vikinga de Escandinavia incluyendo la posibilidad de formar reinos aventureros, acceso a los guerreros sagrados y damas de armas, legados dinásticos únicos y eventos y decisiones específicos de culturas únicos. |
| Royal Court                  | 1.5 "Fleur-de-lis" | Expansión       | 8/2/2022             | Royal Court da a los jugadores una sala del trono customizable en la cual recibir a la gente de la corte. También le permite a los jugadores decorar la sala para ganar más grandeza, una mecánica introducida en la expansión, la cual al aumentar nos dará acceso a invitados de mayor calidad. Mecánicas adicionales sobre los artefactos, cultura, e interacciones con los vasallos fueron incluidas.                  |
| Fate of Iberia               | 1.6 "Castle"       | Flavor pack     | 31/5/2022            | Fate of Iberia trae contenido adicional enfocado a la península ibérica durante la reconquista. Incluye nuevas tradiciones culturales y eventos y decisiones específicos para las culturas así como mecánicas universales sobre las interacciones con amigos y duelos de ajedrez. |
| Friends and Foes             | 1.7 "Bastion"      | Pack de eventos | 8/9/2022             | Friends and Foes contiene más de 100 eventos adicionales sobre las relaciones un personaje con sus amigos y rivales, también incluye memorias que los personajes podrán recordar a lo largo de sus vidas. |
| Tours & Tournaments          | 1.9 "Lance"        | Expansión       | 11/05/2023           | Tours & Tournaments añade la mecánica del viaje, así también como un nuevo rol, "el regente" (la persona que administra tu reino en tu ausencia). Como jugador puedes elegir actividades a realizar como: festínes, giras, torneos, cacerías, bodas y peregrinaciones. Algunas de estas actividades estaban activas, pero se les añade la mecánica del viaje y los peligros que conlleva.                                  |
| Elegance of the Empire       | 1.9 "Lance"        | Pack cosmético  | 4/05/2023            | Elegance of the Empire incluye nuevos atuendos y vestidos,coronas y otros elementos históricamente precisos. Disponible exclusivamente para los propietarios de Chapter II. |
| Wards & Wardens              | 1.10 "Quills"      | Flavor pack     | 22/08/2023           | Wards & Wardens agrega nuevos aspectos a la mecánica de criar niños y educarlos, como también, aprender como adulto en la nueva actividad de visita a la universidad. Este pack también añadió la mecánica de los rehenes (niños), la opción de dar o tomar rehenes de otro reino para conceder una tregua bilateral. Esta misma se acaba cuando el rehén llega a la adultez, el captor lo libera, o se declara la guerra. |

## Recepción
Cuando se lanzó, el juego fue aclamado mundialmente, según Metacritic.
El juego vendió más de 1 millón de copias en un lapso de tiempo de un mes y fue nominado para el mejor juego de simulación/estrategia en The Game Awards 2020.